# Cimetière de la Belle-Motte

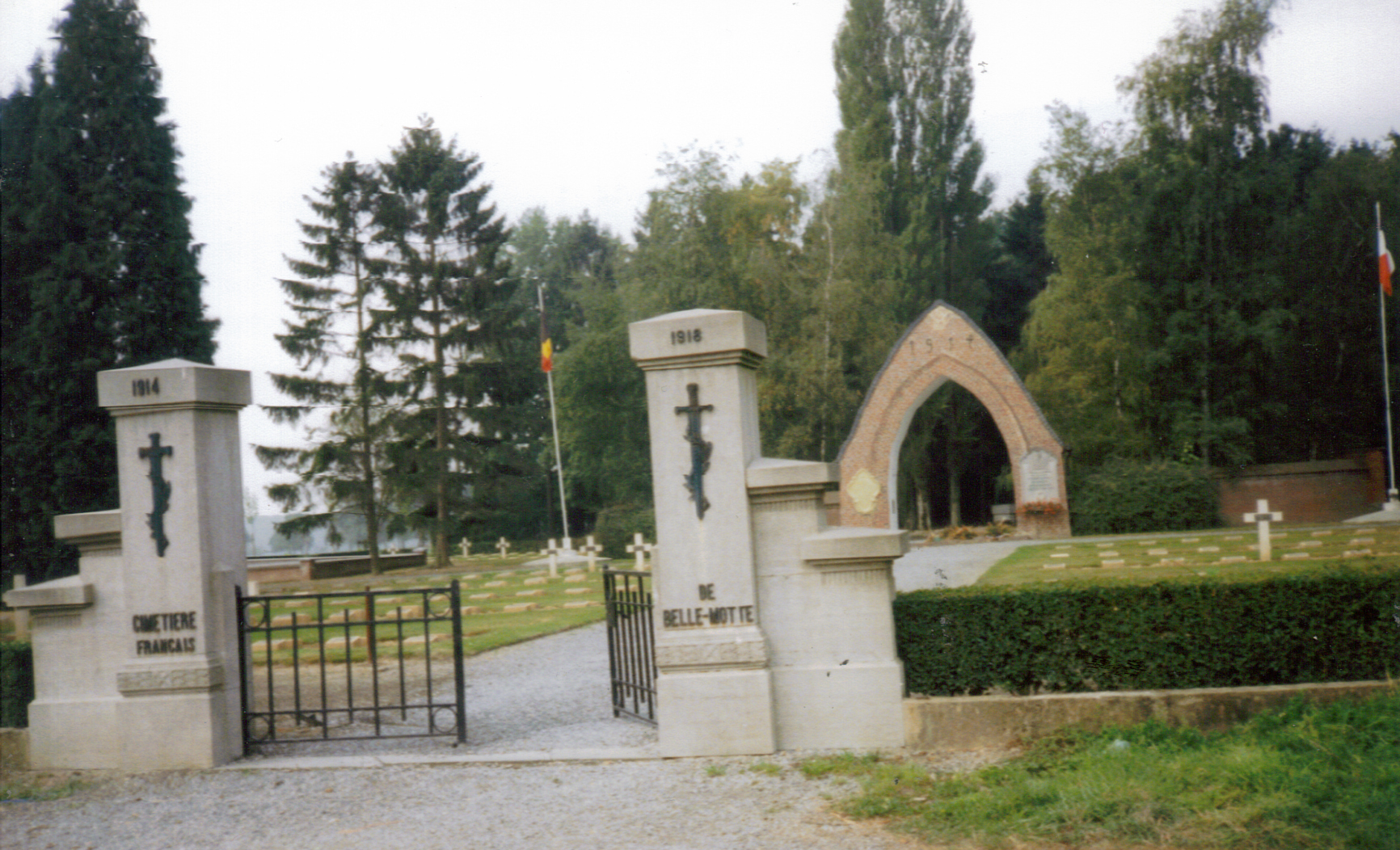
Cimetière de la Belle-Motte

De Cimetière de la Belle-Motte is een militaire begraafplaats met Franse gesneuvelden uit de Eerste Wereldoorlog, gelegen in de Belgische gemeente Aiseau-Presles. De begraafplaats ligt in Aiseau, tegen de gemeentegrens met Le Roux in de gemeente Fosses-la-Ville. Er worden 4.060 gesneuvelde Franse militairen herdacht. Meer dan 1.100 doden rusten in een individueel graf; bijna 2.900 doden rusten in twee massagraven. Het is de grootste militaire begraafplaats in de provincie Henegouwen en na Saint-Charles de Potyze en het Ossuaire Kemmelberg de grootste Franse militaire begraafplaats in België. Centraal op de begraafplaats bevindt zich een monument in de vorm van een gotische boog.
In de Eerste Wereldoorlog werd hier zwaar gestreden rond 22 augustus 1914 tijdens de Slag om Charleroi. Vanaf 1917 werden hier meer dan 300 doden begraven, omgekomen bij Le Roux. De Duitsers legen hier vanaf 1917 ook een Duitse begraafplaats aan. Later werden ook Franse gevallenen van augustus 1914 uit de omliggende dorpen bijgezet. De begraafplaats werd ingewijd op 19 augustus 1923. De begraafplaats werd genoemd naar de Belle-Motte, een vlakbijgelegen eeuwenoude hoeve. In 1954 kwamen de Belgische en Duitse overheid overeen om het aantal Duitse begraafplaatsen, die versnipperd lagen over het Belgisch grondgebied, te beperken. De Duitse soldaten van de Belle-Motte werden overgebracht naar het Deutscher Soldatenfriedhof Langemark in Vlaanderen.
De site staat sinds 2023 op de Unesco-Werelderfgoedlijst als onderdeel van inschrijving Begraafplaatsen en herdenkingssites van de Eerste Wereldoorlog (Westelijk Front).